# برمید مس (II)
برمید مس(II) (به انگلیسی: Copper(II) bromide) با فرمول شیمیایی CuBr۲ یک ترکیب شیمیایی است. که جرم مولی آن ۲۲۳٫۳۷ g/mol می‌باشد. شکل ظاهری این ترکیب، بلورهای سیاه است.